# Янумс, Вилис
Вилис Германович Я́нумс (латыш. Vilis Janums, 7 января 1894, Цоденская волость, Курляндская губерния — 6 августа 1981, Мюнстер, ФРГ) — офицер российской, советской, латвийской армий, штандартенфюрер войск СС. Участник Первой мировой войны, Гражданской войны в Латвии и Второй мировой войны. Основатель и первый руководитель националистической организации «Ястребы Даугавы».

## Биография

### Довоенные годы
Родился 26 декабря 1893 (7 января 1894) года в корчме Ильзынь (латыш. Ilziņkrogs) Цоденской волости Бауского уезда Курляндской губернии в семье корчмаря. Лютеранин. Обучался в основной школе в Бауске.
4 октября 1914 года мобилизован в российскую армию. Зачислен во 2-ю конно-артиллерийскую бригаду, 12 октября командирован в 4-ю батарею 2-го дивизиона 12-й бригады. В апреле 1915 окончил учебную команду и повышен в звании до бомбардира. В 16.10.1915—01.01.1916 обучался во 2-й Ораниенбаумской школе прапорщиков.
С 13 января 1916 года служил в 198-м резервном пехотном полку. 6 апреля переведён в Резервный латышский стрелковый батальон с назначением младшим офицером 2-й роты. 6 августа окончил офицерские пулемётные курсы в Ораниенбауме и был прикомандирован к учебной пулемётной команде. 29 октября назначен младшим офицером учебной пулемётной команды, 20 декабря — заместителем начальника учебной команды. 2 февраля 1917 года прибыл в 4-й Видземский Латышский стрелковый полк. 21-22 августа участвовал в боях у Хинценберга и на реке Маза-Югла, 23 августа — в боях у Лигатне. За отличие был награждён Георгиевским крестом 4-й ст. и орденом Св. Станислава 3-й ст. с мечами и бантом. 5 января 1918 года назначен помощником начальника пулемётной команды. 18 февраля 1918 года уволен от службы, переселился на родину.
В начале 1919 года в Риге мобилизован в армию Советской Латвии, служил в 4-м стрелковом полку. 15 января назначен начальником пулемётной команды 2-го батальона. В мае дезертировал, перешёл на сторону вооружённых сил Латвийской Республики, назначен лейтенантом в Цесиский батальон, 30 августа переведён во 2-й Вентспилский пехотный полк. 27 сентября назначен ротным командиром во 2-м батальоне. В январе 1920 года участвовал в боях у Резекне и Лудзы. 27 февраля 1920 года назначен командиром пулемётной роты 2-го батальона. За боевые заслуги произведён в старшие лейтенанты и в капитаны (1921).
В 1924 году окончил офицерские курсы по 1-му разряду, в 1930 году — военную академию в Чехословакии. 5 августа 1930 года назначен начальником Отдела статистики Оперативного отдела Штаба армии, 18 ноября произведён в подполковники. В 1934 году назначен руководителем группы Высших военных курсов (с 1935 года — Высшей военной школы), был преподавателем военных наук. 16 февраля 1936 года назначен командиром батальона 6-го Рижского пехотного полка. С 30.11.1938—14.11.1939 снова преподавал в Высшей военной школе, затем был назначен начальником штаба Курземской дивизии, произведён в полковники. В октябре 1940 года освобождён от должности.

### В годы войны
В марте 1941 года перебрался в Третий Рейх. После оккупации Латвии нацистами в июле 1941 года вернулся, служил в кадровом отделе Генеральной дирекции внутренних дел Латвийского самоуправления и был ответственен за персональный состав всех латышских полицейских формирований. В июне 1943 года вступил в Латышский легион командиром 32-го гренадерского полка 15-й пехотной дивизии войск СС, в декабре — 33-го гренадерского полка. Участвовал в боях на Восточном фронте, был награждён Железным крестом обеих степеней и Немецким крестом в золоте. В апреле 1945 года назначен командиром боевой группы своего имени (нем. SS Kampfgruppe Janums), в мае вывел её из Берлина, чтобы не попасть в советский плен, и сдался американским войскам. Содержался в лагере военнопленных в Цедельгейме в Бельгии.

### После войны
28 декабря 1945 года основал и возглавил националистическую организацию «Ястребы Даугавы» (латыш. Daugavas Vanagi), объединившую бывших латышских легионеров СС. В 1948—1951 гг. также был членом президиума Латышского временного национального совета. В 1974 году основал фонд своего имени для развития образования и молодёжной самодеятеятельности.
Умер 6 августа 1981 года в Мюнстере. 9 октября 2007 года прах Янумса был перезахоронен на Братском кладбище в Риге.
В 2021 году фонд «Историческая память» подготовил доклад «Палачи на пенсии. Нацистские преступники из Латвии на службе ЦРУ», в котором указано имя Вилиса Янумса как одного из работавших после Второй мировой войны на американскую разведку под криптонимом «AECANOE-3».

## Семья
Был женат на Лине Леце (1901—1986), у них были сын Линард (06.11.1922—1945?, также служил в Латышском легионе) и дочь Велта (р. 1924).

## Награды
- Георгиевский крест 4-й степени с лавровой ветвью № 986336 (19 ноября 1917)
- Орден Святого Станислава 3-й степени с мечами и бантом (23 ноября 1917)
- Памятный знак освободительной войны в Латвии 1918—1920 (1922)
- Медаль в память 10 лет освободительных боёв в Латвийской Республике (1928)
- Орден Трёх звёзд 5-й степени (14 ноября 1928)
- Серебряный знак Чехословацкого Генерального штаба (19 июля 1930)
- Орден Трёх звёзд 4-й степени (15 ноября 1935)
- Орден Виестура 3-й степени с мечами (11 мая 1940)
- Железный крест 2-й степени (28 февраля 1944)
- Железный крест 1-й степени (9 августа 1944)
- Немецкий крест в золоте (1 марта 1945)